# イクチオホヌス症
イクチオホヌス症（イクチオホヌスしょう、英:ichtyophonosis）とはIchtyophonus hoferiの感染を原因とする魚類の感染症。淡水魚、海水魚双方に発生するが無胃魚には発生しない。ニジマスでは腹水貯留、腹部膨満、心臓、脾臓、肝臓、腎臓、腸管に結節が認められる。貧血、ストレスが加わると死亡する。ブリでもニジマスと同様の所見が認められるが比較的軽度である。